# Biến thể Omicron SARS-CoV-2

Biến thể Omicron và các biến thể chính khác hoặc các biến thể trước đó của SARS-CoV-2 được mô tả trong một cây được chia tỷ lệ tỏa tròn theo khoảng cách di truyền, có nguồn gốc từ NextStrain vào năm 2021 vào ngày 01 tháng 12

Biến thể Omicron là một biến thể của SARS-CoV-2, virus gây bệnh COVID-19. Biến thể lần đầu tiên được báo cáo cho Tổ chức Y tế Thế giới (WHO) từ Nam Phi vào ngày 24 tháng 11 năm 2021. Vào ngày 26 tháng 11 năm 2021, WHO đã chỉ định đây là một biến thể cần quan tâm và đặt tên nó theo Omicron, chữ cái thứ 15 trong bảng chữ cái Hy Lạp.
Biến thể có một số lượng lớn đột biến bất thường, (xem § Đột biến) một số đột biến mới và một số đột biến ảnh hưởng đến protein đột biến được sử dụng cho hầu hết các mục tiêu vắc-xin tại thời điểm phát hiện ra nó. Mức độ thay đổi này đã dẫn đến những lo ngại về khả năng lây truyền, trốn tránh hệ thống miễn dịch và kháng vắc-xin. Do đó, biến thể này nhanh chóng được coi là "cần quan tâm", và một số quốc gia đã đưa ra các biện pháp hạn chế đi lại để hạn chế hoặc làm chậm sự lan truyền quốc tế của nó.
Biến thể mới được phát hiện lần đầu tiên vào ngày 22 tháng 11 năm 2021 trong các phòng thí nghiệm ở Botswana và Nam Phi dựa trên các mẫu thu thập được từ ngày 11 đến ngày 16 tháng 11; mẫu đầu tiên được biết đến được thu thập ở Nam Phi vào ngày 8 tháng 11. Ở các lục địa khác, những trường hợp đầu tiên được biết đến là một người đến Hồng Kông từ Nam Phi qua Qatar vào ngày 11 tháng 11 và một người khác đến Bỉ từ Ai Cập qua Thổ Nhĩ Kỳ vào cùng ngày. Tính đến  ngày 4 tháng 1 năm 2022, biến thể đã được xác nhận ở hơn 100 quốc gia, và ở tất cả các lục địa ngoại trừ Nam Cực. Tổ chức Y tế Thế giới ước tính rằng vào giữa tháng 12, Omicron khả năng là trong hầu hết các nước trên thế giới, cho dù họ đã phát hiện nó hay không.

## Phân loại

### Danh pháp
Vào ngày 26 tháng 11, Nhóm cố vấn kỹ thuật của WHO về sự tiến hóa của virus SARS-CoV-2 đã tuyên bố dòng PANGO B.1.1.529 là một biến thể cần quan tâm và chỉ định nó bằng chữ cái Hy Lạp là Omicron. WHO đã bỏ qua Nu và Xi, chữ cái đứng trước trong bảng chữ cái Hy Lạp, để tránh nhầm lẫn với từ tiếng Anh "New" (mới) và họ Xi trong tiếng Trung Quốc. Tổ chức Y tế Thế giới bảo lưu chỉ định Omicron cho "các biến thể cần quan tâm".
Các GISAID dự án đã giao cho nó trở thành nhánh nhận dạng GR/484A và Nextstrain dự án đã giao cho nó trở thành nhánh định 21K.

### Đột biến
Biến thể có một số lượng lớn các đột biến, trong đó có một số đột biến đang được quan tâm. 32 đột biến ảnh hưởng đến protein là những mục tiêu kháng nguyên chính của các kháng thể tạo ra do nhiễm trùng và của nhiều loại vắc-xin được sử dụng rộng rãi. Nhiều đột biến trong số đó đã không được quan sát thấy ở các chủng khác. Biến thể này được đặc trưng bởi 30 amino acid thay đổi, ba đoạn cắt nhỏ và một phần chèn nhỏ trong protein đột biến so với virus ban đầu, trong đó có 15 phần nằm trong vùng liên kết thụ thể (phần gốc 319-541). Biến thể cũng mang một số thay đổi và xóa bỏ ở các vùng gen khác. Đáng chú ý, biến thể có ba đột biến tại vị trí phân cắt furin (furin cleavage site). Vị trí phân cắt furin làm tăng khả năng lây nhiễm SARS-CoV-2. Các đột biến theo vùng gen như sau:
| Gene                                    | Axit amin |
| --------------------------------------- | --- |
| Protein Spike                           | A67V, Δ69-70, T95I, G142D, Δ143-145, Δ211, L212I, ins214EPE, G339D, S371L, S373P, S375F, K417N, N440K, G446S, S477N, T478K, E484A , Q493K, Q498R, N501Y, Y505H, T547K, D614G, H655Y, N679K, P681H, N764K, D796Y, N856K, Q954H, N969K, L981F ORF1ab |
| nsp3                                    | K38R, V1069I, Δ1265, L1266I, A1892T |
| nsp4                                    | T492I |
| nsp5                                    | P132H |
| nsp6                                    | Δ105-107, A189V |
| nsp12                                   | P323L |
| nsp14                                   | I42V |
| Protein vỏ                              | T9I |
| Protein màng                            | D3G, Q19E, A63T |
| Protein nucleocapsid                    | P13L, Δ31-33, R203K, G204R |
| Nguồn: Tóm tắt Đánh giá EDCD CoVariants | |

#### Phản ứng với đột biến
Các WHO là có liên quan nghiêm túc rằng số lượng lớn các đột biến có thể làm giảm khả năng miễn dịch ở những người đã bị nhiễm bệnh trước đó và ở những người được tiêm phòng. Ngoài ra, biến thể omicron có thể bị nhiễm nhiều hơn các biến thể khác. Những tác động này sẽ xảy ra hay sẽ xảy ra đến đâu vẫn chưa được biết vào cuối tháng 11 năm 2021. Các dịch vụ y tế có thể bị quá tải, đặc biệt là ở các quốc gia có tỷ lệ tiêm chủng thấp, điều này có thể làm tăng tỷ lệ tử vong và tỷ lệ mắc bệnh. Các quốc gia được khuyến khích tăng cường tiêm chủng COVID.
Giáo sư Paul Morgan, nhà miễn dịch học tại Đại học Cardiff khuyên bạn nên tiêm phòng, Morgan nói, "Tôi nghĩ rằng việc suy giảm khả năng miễn dịch thay vì mất hoàn toàn [khả năng miễn dịch] là kết quả có thể xảy ra nhất. Virus không thể mất mọi biểu mô đơn lẻ trên bề mặt của nó, bởi vì nếu nó làm vậy, protein tăng đột biến đó sẽ không thể hoạt động được nữa. Vì vậy, trong khi một số kháng thể và dòng tế bào T được tạo ra để chống lại các phiên bản trước đó của vi rút hoặc chống lại vắc-xin có thể không hiệu quả, thì vẫn có những kháng thể khác vẫn có hiệu quả. (...) Nếu một nửa, hoặc hai phần ba, hoặc bất cứ thứ gì, phản ứng miễn dịch không có hiệu quả, và bạn chỉ còn lại một nửa còn lại, thì càng tăng cường càng tốt."

## Triệu chứng
Không có triệu chứng bất thường nào liên quan đến biến thể và cũng như các biến thể khác, một số cá nhân không có triệu chứng.
Tiến sĩ Angelique Coetzee, chủ tịch Hiệp hội Y khoa Nam Phi, cho biết lần đầu tiên bà gặp biến thể này ở những bệnh nhân mệt mỏi, đau nhức nhưng không ho hoặc thay đổi khứu giác hoặc vị giác.
Fergus Walsh viết, "Nam Phi có dân số trẻ và điều đáng khích lệ là các bác sĩ ở đó đang báo cáo rằng Omicron đang gây ra các triệu chứng nhẹ mà không tăng số người nhập viện. Nhưng chúng ta cần xem điều gì sẽ xảy ra khi biến thể này chuyển sang các nhóm tuổi lớn hơn, dễ bị Covid nhất." Tuy nhiên, Tổ chức Y tế Thế giới trong một bản cập nhật về biến thể đã tuyên bố "Dữ liệu sơ bộ cho thấy tỷ lệ nhập viện ngày càng tăng ở Nam Phi", ngay cả khi người ta chưa xác định được rằng đó là do biến thể cụ thể này.

## Phòng ngừa
Cũng như các biến thể khác, WHO khuyến cáo mọi người tiếp tục giữ không gian kín thông thoáng, tránh tập trung đông người và tiếp xúc gần, đeo khẩu trang vừa vặn, vệ sinh tay thường xuyên và tiêm phòng.
Vào ngày 26 tháng 11, BioNTech cho biết họ sẽ biết liệu vắc-xin hiện tại có hiệu quả với biến thể trong vòng hai tuần hay không và vắc-xin cập nhật có thể được giao trong 100 ngày nếu cần thiết. AstraZeneca, Moderna và Johnson & Johnson cũng đang nghiên cứu tác động của biến thể đối với hiệu quả của vắc-xin của họ. Cùng ngày, Novavax tuyên bố rằng họ đang phát triển một loại vắc xin cập nhật cho biến thể Omicron, mà công ty dự kiến sẽ sẵn sàng để thử nghiệm và sản xuất trong vòng vài tuần. Vào ngày 29 tháng 11, Sinovaccho biết họ có thể nhanh chóng sản xuất hàng loạt một loại vắc xin bất hoạt chống lại biến thể và họ đang theo dõi các nghiên cứu và thu thập mẫu của biến thể để xác định xem có cần một loại vắc xin mới hay không. Viện Gamaleya nói rằng Sputnik Light phải có hiệu quả đối với biến thể, rằng nó sẽ bắt đầu thích ứng với Sputnik V và một phiên bản sửa đổi có thể sẵn sàng để sản xuất hàng loạt sau 45 ngày.
Vào ngày 29 tháng 11, WHO cho biết các trường hợp mắc và nhiễm trùng dự kiến sẽ xảy ra trong số những người được tiêm chủng, mặc dù với một tỷ lệ nhỏ và có thể dự đoán được.
WHO yêu cầu các quốc gia thực hiện những việc sau:
- Tăng cường các nỗ lực giám sát và giải trình tự để hiểu rõ hơn về các biến thể SARS-CoV-2 đang lưu hành.
- Gửi trình tự bộ gen hoàn chỉnh và siêu dữ liệu liên quan đến cơ sở dữ liệu có sẵn công khai, chẳng hạn như GISAID.
- Báo cáo các trường hợp/cụm ban đầu liên quan đến nhiễm virus đáng lo ngại cho WHO thông qua cơ chế IHR.
- Khi có năng lực và phối hợp với cộng đồng quốc tế, thực hiện điều tra thực địa và đánh giá trong phòng thí nghiệm để nâng cao hiểu biết về các tác động tiềm ẩn của virus đáng quan tâm đối với dịch tễ học COVID-19, mức độ nghiêm trọng, hiệu quả của các biện pháp xã hội và sức khỏe cộng đồng, phương pháp chẩn đoán, phản ứng miễn dịch, trung hòa kháng thể, hoặc các đặc điểm liên quan khác.[40]

## Điều trị
Corticosteroid và thuốc chẹn thụ thể IL6 được biết là có hiệu quả để quản lý bệnh nhân bị COVID-19 nặng. Tác động đến hiệu quả của các phương pháp điều trị khác hiện đang được đánh giá.

## Chẩn đoán
Các xét nghiệm PCR hiện tại có thể phát hiện ra biến thể. Một số phòng thí nghiệm đã chỉ ra rằng xét nghiệm PCR được sử dụng rộng rãi không phát hiện ra một trong ba gen mục tiêu. Tuy nhiên, cũng giống như với biến thể Alpha, sự phát hiện một phần này ("lỗi mục tiêu gen S") có thể đóng vai trò là điểm đánh dấu cho biến thể. Các xét nghiệm kháng nguyên nhanh có khả năng như không bị ảnh hưởng.

## Đặc trưng
Nhiều đột biến đối với protein đột biến hiện diện trong các biến thể khác được quan tâm và có liên quan đến việc tăng khả năng lây nhiễm và trốn tránh kháng thể. Mô hình tính toán cho thấy rằng biến thể cũng có thể thoát khỏi khả năng miễn dịch qua trung gian tế bào.
Vào ngày 26 tháng 11, ECDC đã viết rằng việc đánh giá khả năng trung hòa của huyết thanh dưỡng bệnh và của vắc-xin là cần thiết để đánh giá khả năng thoát miễn dịch, cho biết những dữ liệu này dự kiến trong vòng hai đến ba tuần.
Tính đến  tháng 11 năm 2021, không biết biến thể sẽ lây lan như thế nào trong những quần thể có mức độ miễn dịch cao, cũng không biết liệu biến thể Omicron gây ra nhiễm trùng COVID nhẹ hơn hay nặng hơn. "Các công ty dược phẩm cho biết họ có thể cập nhật vắc xin để phù hợp với biến thể Omicron trong khoảng 100 ngày nếu cần."
Biến thể Omicron có xu hướng "trú" tại hệ hô hấp trên (sâu trong mũi) nhiều hơn phổi

## Dịch tễ học
Omicron là biến thể được xác định có khả năng dễ lây nhiễm cao hơn so với các biến thể khác của virus SARS-CoV-2.
Người ta ước tính biến thể này xuất hiện vào cuối tháng 9 hoặc đầu tháng 10 năm 2021. Điều này thật đáng lo ngại, vì một trường hợp duy nhất kể từ đó dường như đã ảnh hưởng đến một tỷ lệ phần trăm đáng kể hành khách hàng không từ Nam Phi vào cuối tháng 11 năm 2021, những người trước đó đã từng bị được cho là tương đối không có COVID, do thử nghiệm, tiêm chủng hoặc phục hồi. Điều này cho thấy một sự tăng trưởng tuyệt đối lớn trong một thời gian ngắn. Phần lớn các mẫu Omicron là từ một chủng duy nhất khác nhau vào khoảng ngày 22 tháng 8 năm 2021, vẫn cho thấy tốc độ tăng trưởng nhanh trong thời gian suy giảm mạnh của biến thể Delta.
Dữ liệu giải trình tự cho thấy Omicron đã trở thành biến thể thống trị ở Nam Phi vào tháng 11 năm 2021, cùng tháng nơi nó được phát hiện lần đầu tiên tại quốc gia này. Những thay đổi về COVID-19 có thể phát hiện được trong các mẫu nước thải từ tỉnh Gauteng của Nam Phi đã được thấy sớm nhất là vào tuần 44 (1-7 tháng 11) năm 2021.
Ở Anh, tỷ lệ tăng trưởng logarit của các trường hợp không đạt mục tiêu gen S liên quan đến Omicron (SGTF) so với các trường hợp dương tính với gen S (SGTP) được ước tính là 0,41 mỗi ngày, đặc biệt cao. Hơn nữa, vào ngày 14 tháng 12, nó dường như đã trở thành dòng trội nhất. Không có giả định thay đổi hành vi để đáp ứng với biến thể, một triệu trường hợp lây nhiễm mỗi ngày tính đến ngày 24 tháng 12 được dự đoán trong thời gian nhân đôi 2,5 ngày.  Ở Đan Mạch, tốc độ tăng trưởng gần như tương tự với thời gian tăng gấp đôi khoảng 2-3 ngày (với một số khác biệt về địa lý),  đạt khoảng 39% tổng số ca COVID-19 vào ngày 14 tháng 12. Thụy Sĩ không bị tụt lại xa và Đức cũng vậy. Ở Scotland, Omicron dường như trở thành biến thể phổ biến nhất vào ngày 17 tháng 12. Ở Ontario, nó đã trở thành đợt căng thẳng phổ biến nhất vào ngày 13 tháng 12. Tại Hoa Kỳ, biến thể dường như đã trở thành chủng phổ biến nhất vào ngày 13 tháng 12, phát triển với tốc độ 0,42 mỗi ngày.  Đây là một ngày trước khi CDC công bố chủng này xuất hiện trong cuộc giám sát biến thể. Ở Bỉ, chủng này có thể trở nên phổ biến nhất vào khoảng ngày 25 tháng 12, và Hà Lan dường như cũng đi theo con đường tương tự. Các quốc gia khác có thể không có đủ thông tin kịp thời, vì họ có thể không sử dụng Thử nghiệm Thermo Fisher TaqPath hoặc tương đương cho các xét nghiệm PCR của họ để chỉ ra Omicron. Các nhà nghiên cứu khuyến nghị nên lấy mẫu ít nhất 5% mẫu bệnh nhân COVID-19 để phát hiện Omicron hoặc các biến thể mới nổi khác.
Dữ liệu về tình trạng SGTF của các trường hợp được lấy mẫu ở Nam Phi cho thấy mức tăng trưởng tương tự 21% mỗi ngày so với Delta, tạo ra số lượng sinh sản tăng lên 2,4. Omicron trở thành chủng vi khuẩn chiếm đa số ở Nam Phi vào khoảng ngày 10 tháng 11. Một phân tích khác cho thấy mức tăng trưởng 32% mỗi ngày ở Gauteng, Nam Phi, đã trở nên thống trị ở đó vào khoảng ngày 6 tháng 11.

## Danh sách quốc gia
- 100,000–999,999
- 10,000–99,999
- 1,000–9,999
- 100–999
- 10–99
- 1–9
- 0

Bản đồ các quốc gia có các trường hợp biến thể SARS-CoV-2 Omicron được xác nhận

Cơ hội phát hiện một trường hợp đặc biệt phụ thuộc vào tỷ lệ giải trình tự của một quốc gia. Ví dụ, Nam Phi giải trình tự nhiều mẫu hơn bất kỳ quốc gia nào khác ở châu Phi, nhưng với tỷ lệ thấp hơn đáng kể so với hầu hết các quốc gia phương Tây. Hơn nữa, có thể mất đến hai tuần để trả về một chuỗi virus ở những nơi có khả năng kỹ thuật, do đó, số liệu thống kê chắc chắn về các trường hợp đã xác nhận sẽ làm trễ tình hình thực tế. Đan Mạch và Na Uy coi các trường hợp được tìm thấy bằng thử nghiệm qPCR biến thể của họ, tương đối nhanh và kiểm tra một số gen, đủ để tính nó là Omicron, trước khi giải trình tự đầy đủ.
| Quốc gia/Vùng lãnh thổ                             | Ca xác nhận (PANGOLIN) tính đến 5 tháng 5 | Ca xác nhận (GISAID) tính đến 5 tháng 5 | Ca xác nhận (nguồn khác) tính đến 11 tháng 2 | Ca nghi ngờ |
| -------------------------------------------------- | ----------------------------------------- | --------------------------------------- | -------------------------------------------- | ----------- |
| Vương quốc Anh                                     | 998,552                                   | 1,127,212                               | 246,780                                      | 600,041     |
| Đan Mạch                                           | 196,746                                   | 216,559                                 | 66,563                                       | –           |
| Hoa Kỳ                                             | 801,020                                   | 938,058                                 | 62,480                                       | –           |
| Nhật Bản                                           | 67,203                                    | 70,752                                  | 2,113                                        | –           |
| Canada                                             | 73,584                                    | 92,341                                  | 69,264                                       | –           |
| Đức                                                | 207,407                                   | 244,182                                 | 268,661                                      | –           |
| Na Uy                                              | 14,729                                    | 19,043                                  | 45,296                                       | –           |
| Áo                                                 | 6,809                                     | 25,626                                  | 290,378                                      | –           |
| Pháp                                               | 83,564                                    | 110,439                                 | 5,591                                        | –           |
| Indonesia                                          | 9,761                                     | 10,823                                  | 3,779                                        | –           |
| Thái Lan                                           | 6,778                                     | 9,912                                   | 5,397                                        | –           |
| Singapore                                          | 4,543                                     | 4,873                                   | 4,322                                        | –           |
| Estonia                                            | 1,982                                     | 2,518                                   | 3,857                                        | –           |
| Úc                                                 | 33,905                                    | 46,119                                  | 11,071                                       | –           |
| Ấn Độ                                              | 37,542                                    | 56,081                                  | 8,209                                        | –           |
| Israel                                             | 22,164                                    | 39,908                                  | 1,741                                        | 861         |
| Nam Phi                                            | 9,631                                     | 12,749                                  | 1,095                                        | 19,070      |
| Hàn Quốc                                           | 7,731                                     | 9,493                                   | 1,318                                        | –           |
| Tây Ban Nha                                        | 24,607                                    | 31,992                                  | 51                                           | –           |
| Bỉ                                                 | 26,448                                    | 30,865                                  | 121                                          | –           |
| Thụy Điển                                          | 38,397                                    | 42,525                                  | 28,583                                       | –           |
| Thụy Sĩ                                            | 30,034                                    | 32,635                                  | 19,269                                       | –           |
| Argentina                                          | 2,228                                     | 2,583                                   | 455                                          | 80          |
| Botswana                                           | 931                                       | 1,594                                   | 23                                           | –           |
| Hà Lan                                             | 24,381                                    | 26,601                                  | 123                                          | –           |
| Ireland                                            | 13,860                                    | 17,833                                  | 7,780                                        | –           |
| Gibraltar                                          | 112                                       | 122                                     | 24                                           | –           |
| Iceland                                            | –                                         | –                                       | 84                                           | –           |
| Ý                                                  | 23,707                                    | 27,292                                  | 84                                           | –           |
| Chile                                              | 4,097                                     | 4,572                                   | 684                                          | –           |
| Bồ Đào Nha                                         | 7,683                                     | 8,870                                   | 69                                           | 6           |
| Maroc                                              | 128                                       | 138                                     | 76                                           | 246         |
| Zimbabwe                                           | 185                                       | 219                                     | 50                                           | –           |
| Ghana                                              | 441                                       | 605                                     | 33                                           | –           |
| Brasil                                             | 27,787                                    | 32,224                                  | 203                                          | –           |
| Phần Lan                                           | 4,029                                     | 5,239                                   | 523                                          | –           |
| Síp                                                | –                                         | –                                       | 31                                           | –           |
| Kenya                                              | 1,653                                     | 2,329                                   | 27                                           | –           |
| Nga                                                | 1,273                                     | 1,738                                   | 8,239                                        | –           |
| Quần đảo Cayman                                    | –                                         | –                                       | 44                                           | 59          |
| Uganda                                             | 12                                        | 38                                      | 25                                           | –           |
| México                                             | 12,736                                    | 13,678                                  | 1                                            | –           |
| New Zealand                                        | 3,169                                     | 3,739                                   | 116                                          | –           |
| Namibia                                            | 125                                       | 213                                     | 18                                           | –           |
| Hồng Kông                                          | 1,432                                     | 3,526                                   | 102                                          | –           |
| Sénégal                                            | 14                                        | 229                                     | 3                                            | –           |
| Mozambique                                         | 133                                       | 176                                     | 2                                            | 2           |
| Hy Lạp                                             | 3,268                                     | 3,276                                   | 17                                           | –           |
| Bermuda                                            | –                                         | 24                                      | 144                                          | –           |
| Latvia                                             | 407                                       | 407                                     | 644                                          | –           |
| România                                            | 4,034                                     | 4,282                                   | 25                                           | –           |
| Malaysia                                           | 5,330                                     | 7,353                                   | 245                                          | –           |
| Zambia                                             | 141                                       | 365                                     | 11                                           | –           |
| Nigeria                                            | 827                                       | 1,638                                   | 6                                            | –           |
| Cộng hòa Séc                                       | 13,264                                    | 15,147                                  | 10                                           | –           |
| Kosovo                                             | 245                                       | 262                                     | 9                                            | –           |
| Slovenia                                           | 15,684                                    | 17,106                                  | 1,418                                        | –           |
| Liban                                              | 85                                        | 107                                     | 433                                          | 16          |
| Réunion                                            | 2,014                                     | 2,402                                   | 2                                            | –           |
| Mauritius                                          | –                                         | 763                                     | 7                                            | –           |
| Ba Lan                                             | 31,766                                    | 33,327                                  | 1                                            | –           |
| Rwanda                                             | 70                                        | 178                                     | 6                                            | –           |
| Thổ Nhĩ Kỳ                                         | 9,135                                     | 10,239                                  | 6                                            | –           |
| Montenegro                                         | 142                                       | 211                                     | 5                                            | –           |
| Campuchia                                          | 950                                       | 974                                     | 31                                           | –           |
| Peru                                               | 4,429                                     | 4,720                                   | 4,525                                        | –           |
| Jordan                                             | 83                                        | 83                                      | 832                                          | –           |
| Trung Quốc                                         | 89                                        | 96                                      | 4                                            | –           |
| Cuba                                               | –                                         | –                                       | 92                                           | –           |
| Croatia                                            | 10,379                                    | 11,742                                  | 3                                            | –           |
| Ai Cập                                             | 15                                        | 40                                      | 3                                            | –           |
| Malawi                                             | 133                                       | 166                                     | 3                                            | –           |
| Palestine                                          | –                                         | 9                                       | 126                                          | –           |
| Đài Loan                                           | 32                                        | 34                                      | 89                                           | –           |
| Litva                                              | 7,063                                     | 9,136                                   | 2                                            | –           |
| Colombia                                           | 1,629                                     | 3,816                                   | 3                                            |             |
| Slovakia                                           | 13,501                                    | 15,625                                  | 3                                            | –           |
| Trinidad và Tobago                                 | 291                                       | 499                                     | 1                                            | –           |
| Puerto Rico                                        | 3,166                                     | 3,558                                   | 1                                            | –           |
| Fiji                                               | –                                         | –                                       | 2                                            | –           |
| Nepal                                              | 255                                       | 349                                     | 2                                            | –           |
| Myanmar                                            | 25                                        | 28                                      | 4                                            | –           |
| Philippines                                        | 1,281                                     | 1,549                                   | 535                                          | –           |
| Bắc Síp                                            | –                                         | –                                       | 9                                            | –           |
| Bangladesh                                         | 690                                       | 998                                     | 10                                           | –           |
| Liechtenstein                                      | 246                                       | 736                                     | 1                                            | 3           |
| Hungary                                            | 28                                        | 28                                      | 61                                           | –           |
| Oman                                               | 71                                        | 85                                      | 2                                            | –           |
| Pakistan                                           | 359                                       | 463                                     | 75                                           | –           |
| Sri Lanka                                          | 626                                       | 927                                     | 1                                            | –           |
| Gruzia                                             | 718                                       | 822                                     | 600                                          | –           |
| Algeria                                            | 61                                        | 73                                      | 1                                            | –           |
| Bahrain                                            | –                                         | –                                       | 1                                            | –           |
| Ecuador                                            | 1,177                                     | 1,561                                   | 1                                            | –           |
| Kuwait                                             | 54                                        | 72                                      | 1                                            | –           |
| Luxembourg                                         | 4,031                                     | 11,149                                  | 1                                            | –           |
| Maldives                                           | –                                         | 281                                     | 5                                            | –           |
| Sierra Leone                                       | –                                         | 1                                       | 1                                            | –           |
| Ả Rập Xê Út                                        | 28                                        | 30                                      | 1                                            | –           |
| Tunisie                                            | 51                                        | 52                                      | 1                                            | –           |
| UAE                                                | –                                         | 1                                       | 1                                            | –           |
| Iran                                               | 595                                       | 682                                     | 467                                          | –           |
| Ukraina                                            | 73                                        | 99                                      | 1                                            | –           |
| Panama                                             | 821                                       | 822                                     | 1                                            | –           |
| Costa Rica                                         | 1,430                                     | 1,529                                   | 1                                            | –           |
| Aruba                                              | 61                                        | 61                                      | 1                                            | –           |
| Bắc Macedonia                                      | 46                                        | 47                                      | 9                                            | –           |
| Việt Nam                                           | 1,085                                     | 1,790                                   | 108                                          | –           |
| Brunei                                             | 1,163                                     | 1,253                                   | 8                                            | –           |
| Malta                                              | 138                                       | 162                                     | 2                                            | –           |
| Venezuela                                          | 60                                        | 62                                      | 7                                            | –           |
| Guyane thuộc Pháp                                  | –                                         | 366                                     | 20                                           | –           |
| Cộng hòa Congo                                     | 50                                        | 78                                      | 1                                            | –           |
| Qatar                                              | 267                                       | 290                                     | 4                                            | –           |
| Paraguay                                           | 122                                       | 139                                     | 3                                            | –           |
| Burkina Faso                                       | –                                         | 17                                      | 2                                            | –           |
| Curacao                                            | 482                                       | 487                                     | 1                                            | –           |
| Saint Kitts và Nevis                               | –                                         | 16                                      | 2                                            | –           |
| Libya                                              | –                                         | –                                       | 2                                            | –           |
| Albania                                            | 1                                         | 1                                       | 1                                            | –           |
| Barbados                                           | 1                                         | 7                                       | 1                                            | –           |
| Saint Vincent và Grenadines                        | –                                         | 62                                      | 1                                            | –           |
| Cộng hòa Dominica                                  | 69                                        | 73                                      | 1                                            | –           |
| Jamaica                                            | 443                                       | 622                                     | 1                                            | –           |
| Serbia                                             | 81                                        | 81                                      | 1                                            | –           |
| Tanzania                                           | 2                                         | 3                                       | 1                                            | –           |
| Togo                                               | –                                         | –                                       | 5                                            | –           |
| Belarus                                            | –                                         | 71                                      | 4                                            | –           |
| Bosna và Hercegovina                               | 118                                       | 122                                     | 10                                           | –           |
| Angola                                             | 25                                        | 37                                      | 16                                           | –           |
| CHDC Congo                                         | 34                                        | 204                                     | 1                                            | –           |
| Bulgaria                                           | 2,516                                     | 2,520                                   | 12                                           | –           |
| Mayotte                                            | 123                                       | 130                                     | 1                                            | –           |
| Martinique                                         | –                                         | 593                                     | 1                                            | –           |
| Gambia                                             | 30                                        | 155                                     | 26                                           | –           |
| Seychelles                                         | –                                         | 235                                     | –                                            | –           |
| Saint Martin                                       | 224                                       | 240                                     | 2                                            | –           |
| Lào                                                | –                                         | –                                       | 1                                            | –           |
| Iraq                                               | 36                                        | 103                                     | 5                                            | –           |
| Mauritanie                                         | –                                         | –                                       | 14                                           | –           |
| Nam Sudan                                          | 28                                        | 28                                      | 41                                           | –           |
| Bờ Biển Ngà                                        | 41                                        | 60                                      | 78                                           | –           |
| Cabo Verde                                         | –                                         | 152                                     | 175                                          | –           |
| Antigua và Barbuda                                 | –                                         | 36                                      | 1                                            | –           |
| Gabon                                              | –                                         | –                                       | 1                                            | –           |
| Bolivia                                            | 2                                         | 7                                       | 1                                            | –           |
| Moldova                                            | 287                                       | 314                                     | 29                                           | –           |
| Kazakhstan                                         | 8                                         | 8                                       | 8                                            | –           |
| Guadeloupe                                         | 264                                       | 300                                     | 1                                            | –           |
| Azerbaijan                                         | 12                                        | 12                                      | 12                                           | –           |
| Suriname                                           | 81                                        | 96                                      | –                                            | –           |
| Sint Maarten                                       | –                                         | 479                                     | –                                            | –           |
| Quần đảo Virgin thuộc Anh                          | 20                                        | 26                                      | –                                            | –           |
| Mali                                               | 1                                         | 2                                       | –                                            | –           |
| Anguilla                                           | –                                         | 24                                      | –                                            | –           |
| Bonaire                                            | –                                         | 400                                     | –                                            | –           |
| Bhutan                                             | –                                         | –                                       | 14                                           | –           |
| Papua New Guinea                                   | 379                                       | 565                                     | 1                                            | –           |
| Mông Cổ                                            | 133                                       | 133                                     | 12                                           | –           |
| Châu Nam Cực                                       | –                                         | –                                       | 24                                           | –           |
| Uzbekistan                                         | –                                         | –                                       | 1                                            | –           |
| Saint Lucia                                        | 1                                         | 9                                       | –                                            | –           |
| Burundi                                            | –                                         | 1                                       | –                                            | –           |
| Samoa thuộc Mỹ                                     | –                                         | 35                                      | –                                            | –           |
| Armenia                                            | 4                                         | 16                                      | –                                            | –           |
| Guinée                                             | 48                                        | 167                                     | –                                            | –           |
| Guam                                               | 168                                       | 274                                     | –                                            | –           |
| Belize                                             | 223                                       | 240                                     | –                                            | –           |
| Eswatini                                           | 124                                       | 133                                     | –                                            | –           |
| Djibouti                                           | 306                                       | 308                                     | –                                            |             |
| Thế giới tổng cộng (170 quốc gia và vùng lãnh thổ) | 2,983,352                                 | 3,514,782                               | 964,777                                      | 620,384     |

## Lịch sử
Một bài báo trên tạp chí Science vào tháng 12 năm 2021 cho thấy Omicron không phát triển từ bất kỳ biến thể nào khác của nốt nhạc, mà thay vào đó là trên một con đường khác biệt phân kỳ có lẽ vào giữa năm 2020. Bài báo giải thích ba lý thuyết có thể giải thích dòng dõi di truyền đáng ngạc nhiên này:
1. Virus có thể đã lưu hành và phát triển trong một quần thể có ít sự giám sát và giải trình tự.
2. Nó có thể đã mang thai ở một bệnh nhân bị nhiễm COVID-19 mãn tính.
3. Nó có thể đã tiến hóa thành một loài không phải con người, từ đó gần đây nó đã tràn trở lại vào con người.

### Các trường hợp được báo cáo
Vào ngày 24 tháng 11 năm 2021, biến thể lần đầu tiên được báo cáo cho WHO từ Nam Phi. Mẫu vật đầu tiên được biết đến được thu thập vào ngày 9 tháng 11 năm 2021 từ Botswana. Biến thể này cũng được phát hiện ở Nam Phi; một trường hợp đã đi du lịch đến Hồng Kông, và một trường hợp được xác nhận đã được xác định ở Israel trong một du khách trở về từ Malawi, cùng với hai người trở về từ Nam Phi và một người từ Madagascar. Một trường hợp được xác nhận ở Bỉ rõ ràng đã mắc phải biến chủng này ở Ai Cập trước ngày 11 tháng 11.
Tất cả bốn trường hợp ban đầu được báo cáo từ Botswana đều xảy ra ở những người được tiêm chủng đầy đủ. Cả ba trường hợp được xác nhận và nghi ngờ ban đầu được báo cáo từ Israel đều xảy ra ở những người được tiêm chủng đầy đủ, cũng như trường hợp nghi ngờ duy nhất ở Đức.
Vào ngày 27 tháng 11, hai trường hợp được phát hiện ở Vương quốc Anh, hai trường hợp khác ở Munich, Đức và một ở Milan, Ý. Bộ Y tế Hà Lan ước tính rằng 61 trong số khoảng 600 hành khách trên hai chuyến bay từ Nam Phi đã hạ cánh xuống Sân bay quốc tế Amsterdam Schiphol vào ngày 26 tháng 11 (đã cất cánh ngay trước khi Hà Lan cấm du lịch từ Nam Phi) đã xét nghiệm dương tính với COVID-19 của một biến thể chưa được biết đến. Nhập cảnh vào Hà Lan (và do đó để được lên chuyến bay) thường yêu cầu phải được tiêm phòng hoặc xét nghiệm PCR, hoặc đã bình phục. Một trong những chuyến bay xuất phát từ Johannesburg, Gauteng. Gauteng là nơi mà biến thể Omicron dường như đã chiếm ưu thế. Hành khách của cả hai chuyến bay đã được kiểm tra và cách ly khi đến nơi vì những hạn chế mới được áp dụng.
Vào ngày 28 tháng 11, hai trường hợp đã được phát hiện ở Sydney, Australia. Cả hai người đã hạ cánh xuống Sydney vào ngày hôm trước và đã đi từ miền nam châu Phi đến Sydney qua Doha, Qatar. Hai người được tiêm phòng đầy đủ vào cách ly; 12 du khách khác đến từ miền nam châu Phi cũng bị cách ly trong 14 ngày, trong khi khoảng 260 hành khách khác và phi hành đoàn trên chuyến bay đã được chỉ đạo cách ly.Áo cũng xác nhận trường hợp Omicron đầu tiên của họ vào ngày 28 tháng 11. Một trường hợp Omicron được phát hiện đã được báo cáo ở Cộng hòa Séc, từ một khách du lịch đã dành thời gian ở quốc gia Namibia của châu Phi. Canada cũng báo cáo trường hợp Omicron đầu tiên của mình, với hai trường hợp từ những du khách đến từ Nigeria.
Tính đến  ngày 28 tháng 11 năm 2021, tất cả các trường hợp đã biết bên ngoài Nam Phi và Botswana đều có liên quan đến du lịch. Vụ Bỉ liên quan đến Ai Cập. Những khách du lịch gần đây phải chịu nhiều thử nghiệm hơn, khiến kết quả có xu hướng sai lệch.
Vào ngày 29 tháng 11, một trường hợp dương tính đã được ghi nhận ở Darwin, lãnh thổ phía Bắc, Úc. Người này đến Darwin trên một chuyến bay hồi hương từ Johannesburg, Nam Phi vào ngày 25 tháng 11, và được đưa đến một cơ sở cách ly, nơi kết quả xét nghiệm dương tính được ghi nhận. Hai người nữa đã đến Sydney, Úc từ miền nam Châu Phi qua Singapore đã có kết quả dương tính. Bồ Đào Nha đã báo cáo 13 trường hợp, với tất cả 13 thành viên của một câu lạc bộ bóng đá đều có kết quả xét nghiệm dương tính với Omicron. Thụy Điển cũng xác nhận trường hợp đầu tiên của họ vào ngày 29 tháng 11, cũng như Tây Ban Nha, khi một du khách đến từ Nam Phi.
Vào ngày 30 tháng 11, Hà Lan báo cáo rằng các trường hợp Omicron đã được phát hiện trong các mẫu có niên đại sớm nhất là ngày 19 tháng 11, trước khi phát hiện Omicron và chỉ định của WHO 5 ngày. Cùng ngày, một ca đã được ghi nhận tại Sydney, Australia, từ một người đã đến thăm miền nam châu Phi trước khi đến Sydney trước khi bị hạn chế đi lại, và sau đó đã hoạt động ca trong cộng đồng. Cùng ngày, Nhật Bản cũng xác nhận trường hợp đầu tiên của họ.
Rạng 5 giờ sáng ngày 1 tháng 12, 2 bác sĩ Israel đã bay đến Nam Phi để lấy mẫu của biến thể này đã cho kết quả dương tính và đã được đưa vào diện cách ly. Cả hai người đều đã tiêm 3 mũi vắc-xin Pfizer trước khi kết quả dương tính. Ở Brazil, hai trường hợp của biến thể Omicron đã được xác nhận ở São Paulo. Năm người khác đang bị nghi ngờ. Chiều 16 giờ cùng ngày tại Trung tâm Kiểm soát Dịch bệnh Nigeria báo cáo rằng họ, thông qua giải trình tự hồi cứu các mẫu, đã tìm thấy một trường hợp ở một khách du lịch từ tháng 10 năm 2021. Cùng ngày, các cơ quan y tế công cộng ở Hoa Kỳ đã công bố trường hợp Omicron đầu tiên được xác nhận ở nước này. Một người dân ở San Francisco đã được tiêm vắc-xin trở về từ Nam Phi vào ngày 22 tháng 11, bắt đầu xuất hiện các triệu chứng nhẹ vào ngày 25 tháng 11 và được xác nhận là có một trường hợp COVID nhẹ vào ngày 29 tháng 11. Hàn Quốc cũng đã báo cáo lần đầu tiên. trường hợp, từ năm du khách đến Hàn Quốc từ Nigeria.
Vào ngày 2 tháng 12, cơ quan y tế Hà Lan xác nhận rằng tất cả 14 hành khách được xác nhận nhiễm trùng Omicron vào ngày 26 tháng 11 đã được tiêm phòng. Cùng ngày, Viện Y tế Công cộng Na Uy xác nhận rằng 50 người tham dự bữa tiệc Giáng sinh của công ty được tổ chức tại một nhà hàng ở Oslo đã bị nhiễm biến thể Omicron.
Những khách du lịch gần đây đã được thử nghiệm nhiều hơn.
Vào ngày 8 tháng 12, WHO thông báo rằng biến thể này đã được phát hiện ở 57 quốc gia.
Vào ngày 9 tháng 12, Richard Mihigo, điều phối viên của Chương trình phát triển vắc xin và tiêm chủng của Tổ chức Y tế Thế giới cho châu Phi, thông báo rằng châu Phi chiếm 46% các trường hợp được báo cáo về biến thể Omicron trên toàn cầu.
Vào ngày 13 tháng 12, trường hợp tử vong đầu tiên của một người mắc bệnh  đã được báo cáo tại Anh.
Vào ngày 16 tháng 12, New Zealand đã xác nhận trường hợp đầu tiên của biến thể Omicron, một cá thể đã đi từ Đức qua Dubai.
Vào ngày 23 tháng 12, tử vong đầu tiên của một người mắc bệnh Omicron đã được báo cáo tại Đức.
Chiều ngày 28 tháng 12, Việt Nam đã xác nhận một trường hợp nhiễm dương tính với biến thể Omicron đó là người chuyên gia nhập cảnh từ Vương quốc Anh bay qua sân bay Nội Bài (Hà Nội). Bộ Y tế (Cơ quan thường trực Ban Chỉ đạo Quốc gia phòng chống dịch COVID-19) sẽ tiếp tục giảm sát chặt chẽ tình hình dịch cũng như sự biến chủng mới Omicron tại Việt Nam.

### Phản ứng thị trường
Lo lắng về tác động kinh tế tiềm tàng của biến thể Omicron đã dẫn đến sự sụt giảm trên thị trường toàn cầu vào ngày 26 tháng 11, bao gồm cả mức giảm tồi tệ nhất của Chỉ số Công nghiệp Dow Jones vào năm 2021, dẫn đầu là các cổ phiếu liên quan đến du lịch. Giá dầu Brent thô và dầu West Texas Intermediate lần lượt giảm 10% và 11,7%. Tiền mã hóa thị trường cũng bị rượt đuổi. Đồng Rand của Nam Phi cũng đã đạt mức thấp nhất mọi thời đại vào năm 2021, giao dịch ở mức hơn 16 Rand so với đô la, mất 6% giá trị vào tháng 11.
Vào tháng 12 năm 2021, người đứng đầu FED, Jerome Powell, tuyên bố rằng sự xuất hiện của biến thể mới, Omicron, làm tăng sự không chắc chắn xung quanh lạm phát (hiện đang ở mức cao nhất trong 31 năm là 6,2%).

### Phản ứng quốc tế
Vào ngày 26 tháng 11, WHO khuyến cáo các quốc gia không áp dụng các hạn chế mới đối với việc đi lại, thay vào đó khuyến nghị một cách tiếp cận "dựa trên rủi ro và khoa học" đối với các biện pháp đi lại. Cùng ngày, Trung tâm Phòng ngừa và Kiểm soát Dịch bệnh Châu Âu (ECDC) đã báo cáo mô hình chỉ ra rằng các hạn chế đi lại nghiêm ngặt sẽ trì hoãn tác động của biến thể đối với các nước Châu Âu trong hai tuần, có thể cho phép các nước chuẩn bị đối phó.
Sau thông báo của WHO, cùng ngày, một số quốc gia đã công bố lệnh cấm đi lại từ miền nam châu Phi để phản ứng với việc xác định biến thể này, trong đó có Hoa Kỳ, quốc gia cấm đi lại từ 8 quốc gia. Các quốc gia khác bao gồm Nhật Bản, Canada, Liên minh châu Âu, Israel, Úc, Vương quốc Anh, Singapore, Malaysia, Indonesia, New Zealand, Maroc và Việt Nam.
Các Cơ quan quản lý sức khỏe người Brazil đề nghị hạn chế bay về biến thể mới. Các tiểu bang New York đã tuyên bố tình trạng khẩn cấp trước khả năng tăng đột biến của Omicron, mặc dù chưa có trường hợp nào được phát hiện ở bang này hoặc phần còn lại của Hoa Kỳ. Vào ngày 27 tháng 11, Thụy Sĩ giới thiệu các cuộc kiểm tra và kiểm dịch bắt buộc đối với tất cả du khách đến từ các quốc gia nơi phát hiện ra biến thể, bao gồm Bỉ và Israel.
Đáp lại, Bộ trưởng Bộ Y tế Nam Phi Joe Phaahla giữ quan điểm về cách đối phó với đại dịch và cho rằng các lệnh cấm du lịch đã đi ngược lại "quy chuẩn và tiêu chuẩn" của Tổ chức Y tế Thế giới. Lệnh cấm du lịch vẫn còn là vấn đề gây tranh cãi.
Lệnh cấm du lịch rất có thể có tác động đáng kể đến nền kinh tế Nam Phi bằng cách hạn chế du lịch và có thể khiến các quốc gia khác che giấu việc phát hiện ra các biến thể mới đáng lo ngại. Tỷ lệ bao phủ vắc xin thấp ở các quốc gia kém phát triển tạo cơ hội cho sự xuất hiện của các biến thể mới, và các quốc gia này đấu tranh giành quyền sở hữu trí tuệ để phát triển và sản xuất vắc xin tại địa phương. Đồng thời, việc tiêm chủng đã chậm lại ở Nam Phi do sự chần chừ và thờ ơ với vắc xin, với chỉ 35% dân số được tiêm chủng đầy đủ tính đến ngày 24 tháng 11 năm 2021.
Vào ngày 29 tháng 11 năm 2021, WHO đã cảnh báo các quốc gia rằng biến thể này gây ra nguy cơ toàn cầu rất cao với những hậu quả nghiêm trọng và họ nên chuẩn bị bằng cách đẩy nhanh việc tiêm chủng cho các nhóm ưu tiên cao và tăng cường hệ thống y tế. Tổng giám đốc WHO Tedros Adhanom mô tả tình hình toàn cầu là nguy hiểm và bấp bênh, đồng thời kêu gọi một thỏa thuận mới về việc xử lý đại dịch, vì hệ thống hiện tại không khuyến khích các quốc gia cảnh báo cho những người khác về các mối đe dọa chắc chắn sẽ đổ bộ vào bờ biển của họ. Giám đốc điều hành CEPI Richard Hatchett nói rằng biến thể này đáp ứng các dự đoán rằng việc lây truyền virus ở các khu vực tiêm chủng thấp sẽ đẩy nhanh quá trình phát triển của nó.
Để chuẩn bị cho biến thể Omicron đến Hoa Kỳ, tổng thống Joe Biden đã tuyên bố rằng biến thể là "nguyên nhân gây lo lắng, không phải hoảng sợ" và nhắc lại rằng chính phủ đã chuẩn bị cho biến thể và sẽ kiểm soát nó. Ông cũng tuyên bố rằng các vụ khóa cửa quy mô lớn, tương tự như các vụ khóa cửa năm 2020 gần đầu đại dịch, là "điều không cần bàn cãi".
Vào giữa tháng 12 năm 2021, nhiều tỉnh của Canada đã khôi phục các hạn chế đối với các cuộc tụ tập và sự kiện như các giải đấu thể thao, đồng thời thắt chặt việc thực thi bằng chứng về lệnh tiêm chủng. British Columbia rõ ràng nghiêm cấm bất kỳ "sự kiện Giao thừa được tổ chức" không có chỗ ngồi,  trong khi Quebec thông báo đóng cửa một phần vào ngày 20 tháng 12, ra lệnh đóng cửa tất cả các quán bar, sòng bạc, phòng tập thể dục, trường học và nhà hát, cũng như áp đặt các hạn chế về sức chứa và giờ hoạt động của các nhà hàng, và cấm khán giả tại các sự kiện thể thao chuyên nghiệp.